# Ahmad Zayni Dahlan
Ahmad Zayni Dahlan (en arabe : أَحْمَد زَيْنِي دَحْلَان) (1817-1886) est le Grand Mufti de La Mecque entre 1871 et sa mort,,. Il est également Cheikh-al-Islam du Hedjaz, ainsi qu'Imam al-Haramayn (Imam des deux villes saintes, La Mecque et Médine). Théologiquement et juridiquement, il s'inscrit dans le madhhab chaféite.
Par ailleurs, il est historien et théologien acharite. Il est connu pour ses dures critiques du wahhabisme, étant l'un de leurs principaux adversaires, et sa reconnaissance des principes soufis. En tant que dirigeant de la faction conservatrice des chaféites, il revêt une importance particulière en Asie, où son influence s'accroît après sa mort grâce à ses nombreux disciples.
Il est descendant d'Abd al-Qadir al-Jilani. Il écrit et publie de nombreux ouvrages sur l'histoire, le fiqh et la théologie islamique en général. Il enseigne à de nombreux érudits musulmans, y compris Hussein ben Ali,, chérif de La Mecque parfois considéré comme le dernier calife sunnite,,, ainsi qu'à de nombreux érudits islamiques étrangers, tels que Arsyad Thawil al-Bantani (en) ou Khalil Ahmad al-Saharanpuri (en).
À travers son disciple, Ahmed Raza Khan Barelvi, il exerce une influence considérable sur le mouvement Barelvi, qui compte plus de 200 millions de fidèles musulmans.
Il meurt à Médine en 1886.

## Biographie

### Naissance et éducation
Il naît à La Mecque en 1816 ou 1817. Il est issu d'une famille Sayyid et est un descendant direct de Mahomet en 38e génération par l'intermédiaire de Hassan ben Ali. Son père se nomme Zayni et son grand-père Othman Dahlan, d'où son nom.
Il étudie auprès d'Ahmad al-Marzuqi al-Maliki al-Makki (en arabe : أحمد المرزوقي المالكي المكي), ainsi qu'auprès de Muhammad Sayyid Quds, l'ancien mufti chaféite de La Mecque, Abdullah Siraj al-Hanqi, Yusuf Al-Sawy Al-Masri Al-Maliki, le mufti malikite de La Mecque, et Abd al-Rahman al-Jabarti.
Après avoir obtenu son diplôme en études islamiques, il commence à prêcher à La Mecque.

### Enseignement et vie ultérieure
Ahmad Zayni Dahlan est fréquemment considéré comme une des plus importantes figures religieuses du paysage mecquois au XIXe siècle,,,,,,.
En 1848, il commence à enseigner à la Mosquée al-Haram. Il est ensuite nommé, en 1871, Cheikh al-Ulama, autrement dit Grand Mufti de La Mecque.
Il enseigne à de nombreux étudiants. Parmi eux, on compte Hussein ben Ali,, chérif de La Mecque et dernier calife sunnite, qui étudie le Coran avec lui et en mémorise le contenu avant ses vingt ans. Il enseigne aussi à l'Imam Ahmed Raza Khan Barelvi, à Khalil Ahmad Saharanpuri (en), au Cheikh Mustafa, à Usman bin Yahya (en), à Arsyad Thawil al-Bantani (en), à Muhammad Amrullah (en), à Ahmad ben Hasan al-'Attas (ar).
Il enseigne également à Sayyid Fadl (en) pendant qu'il est à La Mecque avant de partir pour Constantinople,.
Dahlan émet de nombreuses fatawa, dont une approuvant l'utilisation de dispositifs radiophoniques à des fins religieuses ou une approuvant l'utilisation de tambours et de musique lors des jours religieux, ce qui est une préoccupation importante pour les musulmans en Indonésie, considérant que « c'est une pratique acceptable si aucun acte illicite ne se produit ».
Il suit le chérif Awn ar-Rafiq (en) à Médine en septembre 1886 après que celui-ci se soit disputé avec Osman Pacha. Il y meurt en novembre 1886 après avoir visité la tombe de Mahomet. Il est enterré dans le cimetière d'Al-Baqi, où sa tombe est détruite ultérieurement par l'Arabie saoudite, avec tout le cimetière.

## Théologie et pensée
Joseph Schacht le décrit comme le « seul représentant de l'écriture historique à La Mecque au XIXe siècle ».

### Conservatisme
Ahmad Zayni Dahlan est le dirigeant de la faction conservatrice des chaféites de son époque. En raison de son conservatisme et de ses opinions traditionnelles, il a un écho dans le monde musulman au-delà des chaféites.

### Soufisme et wahhabisme
Dans son traité contre l'influence wahhabite, Dahlan estime que le soufisme est une partie intégrante et licite de la pratique islamique, y compris des aspects tels que le Tawassul (intercession, ou s'adresser à Dieu par l'intermédiaire d'un intercesseur), le Tabarruk (rechercher des bénédictions à travers des personnes ou des choses) et la Ziyarat al-Qubur (la visite des tombes et des mausolées),,.
Dahlan considère que le wahhabisme pousse à détruire l'Oumma. De plus, il appelle Mohammed ben Abdelwahhab « malveillant » et compare ses adeptes aux Kharidjites. Pour Dahlan, il est « fourbe » lorsqu'il se proclame hanbalite. Il affirme qu'il essaie de diviser les madhhabs en prétendant qu'ils sont en opposition les uns avec les autres.
L'opposition au wahhabisme semble avoir été l'opinion de la majorité des érudits et juristes du Hedjaz à cette époque.

### Opposition au chiisme
Il écrit contre l'islam chiite et comment débattre avec les chiites. A l'instar de ses critiques violentes du wahhabisme, il s'attaque au mouvement des Qarmates, un mouvement radical chiite ayant agi au Xe siècle, qui attaquait les pèlerins se rendant à La Mecque pour le Hajj.

### Anti-impérialisme
Il soutient Muhammad Ahmad pendant la guerre mahdiste contre Tawfiq Pacha et l'Empire britannique, considérant son combat comme un rempart contre l'impérialisme occidental,,.
Il est également influent dans le soutien à l'anti-impérialisme aux Indes orientales néerlandaises (l'Indonésie moderne),,,, et plus généralement dans tout le sous-continent indien,.

## Postérité
Il joue un rôle crucial à travers son élève, Ahmad Raza Khan Barelvi, dans l'établissement du courant Barelvi au Pakistan et en Afghanistan, exerçant une influence significative et contribuant à leur opposition ferme au wahhabisme.
Ses fatwas sont reconnues après sa mort et sont particulièrement importantes dans la formation de l'islam indonésien. La corne de l'Afrique est également fortement influencée par lui, notamment à travers les prêches d'al-Zayla'i en Somalie. Il est aussi central dans la formation de l'islam du monde swahili.
Étant donné qu'il attaque le wahhabisme et entre en conflit violent avec eux, certains de ses livres sont interdits en Arabie saoudite.

## Œuvres
Ses œuvres sont collectivement connues sous le nom de « Dahlaniya ».
Il écrit et enseigne à une époque où la première presse d'imprimerie arrive à La Mecque. Une des préoccupations d'Ahmad Zayni Dahlan est de pouvoir expliquer le texte du Coran de manière plus simple, compréhensible par tous.
Pour atteindre cet objectif, il rédige également des manuels de rhétorique destinés aux jeunes étudiants, basés sur le Coran et des traités de mantiq (logique métaphysique musulmane). Il est très intéressé par les métaphores utilisées dans le Coran,.
Additionnellement, cela permet à Dahlan de diffuser ses critiques du salafisme grâce à ses étudiants dévoués avec plus d'impact. Par exemple, il rédige une brochure décrivant les souffrances infligées par les wahhabites à La Mecque pendant leur règne au cours du premier quart du XIXe siècle, intitulée "Fitnat al-Wahhabiyyah" (arabe: فتنة الوهابية, littéralement "La Fitna wahhabite"), ainsi qu'une étude réfutant entièrement la doctrine et les pratiques wahhabites, "Al-Durar al-Saniyyah fi al-Radd 'ala al-Wahhabiyyah" (en arabe : الدرر السَنِيَّة فى الرد على الوهابية).
Voici une liste de certaines de ses œuvres publiées :
- Fitnat al-Wahhabiyyah (en arabe : فتنة الوهابية).
- Al-Durar al-Saniyyah fi al-Radd 'ala al-Wahhabiyyah (en arabe : الدرر السَنِيَّة فى الرد على الوهابية).
- Khulasat al-Kalam fi Bayan Umara' al-Balad al-Haram (en arabe : خلاصة الكلام في بيان أمراء البلد الحرام).
- Al-Futuhat al-Islamiyyah ba'da Mudhiy al-Futuhat al-Nabawiyyah (en arabe : الفتوحات الإسلامية بعد مضي الفتوحات النبوية).
- Sharh al-Ajurrumiyyah, by Ibn Ajurrum (en arabe : شرح الأجرومية).
- Sharh al-Alfiyyah, d'Ibn Malik (en arabe : شرح الألفية).
- Tanbih al-Ghafilin, Mukhtasar Minhaj al-'Abidin, par al-Ghazali (en arabe : تنبيه الغافلين: مختصر منهاج العابدين).